# CARBOY
CARBOY（カーボーイ）はかつて八重洲出版から発行されていた雑誌。昭和55年(1980年)創刊、平成23年（2011年)月刊誌としての刊行を終了。
当初はオートメカニックのような修理が記事のメインだったが、次第にチューニング系の記事にシフト。
競合誌のOptionと違い、車両のオーナーが自ら改造を手掛けるいわゆる「プライベーター」と呼ばれる人種に焦点が当てられていたのも特徴の一つである。
当該誌が主催していたドリフト走行イベント「ドリコンGP」では織戸学をはじめとする多数のレーサーを輩出する。

## 記事の変遷
創刊時の編集長は後にOld-timerを創刊する橋本茂春。
概要の通り当初は修理をメインとした記事が中心だったものの、程なくしてチューニングが記事のメインとなっていく。
流用に関するネタが多く、日産のL型エンジンを中心に、メーカー、国内外問わず小加工で流用できる部品を取り上げていた。
ストリートゼロヨンで速いと言われていた車両を集めて実際に計測したり、ボッシュ社のシャシーダイナモがショップ単位で導入され始めた頃には「恐怖のパワーチェック」というコーナーを設けて、「〇〇馬力出ている」と言われた車両が実際に何馬力出ているのか？というように、数値化する事にも熱心であった。
80年代末から90年代初頭に於いては「ドリコンGP」を各地方のミニサーキットを舞台に開催。
最高速の記事も扱っていたものの、どちらかと言えば身近な車両や、読者の紹介などの記事を掲載する傾向が強かった。

## 主な読者コーナー

### PTR
プライベート・チューニング・レポートの略。読者が実践した改造を記事としてまとめて投稿されていた。独自の視点から改造にアプローチし、中にはプロとして開業する者も現れたほどハイレベルな記事が多かった。

### 恐怖のパワーチェック
各地方のショップに設置されているシャシーダイナモにて最高出力を測定した結果を掲載。末期にはBNR32などで計測スケールを超えるケースが出始めた。

### おいらのSUPER ACTION
主にドリフト中の写真が掲載されていたが、中には自転車でジャックナイフした写真や、アクション映画のように、ダートを走る車両の天井にしがみついている写真など、ネタが投稿されることもしばしばあった。

### 青春指南道場
下ネタメインの読者コーナー。性にまつわる笑い話が主に投稿されていた。